# Timokoponenia parvula
Timokoponenia parvula là một loài rêu trong họ Racopilaceae. Loài này được (E.B. Bartram) Zanten mô tả khoa học đầu tiên năm 2008.